# غلين فراي (لاعب كرة قدم أمريكية)
غلين فراي (بالإنجليزية: Glenn Frey)‏ هو لاعب كرة قدم أمريكية أمريكي، ولد في 6 مارس 1912 في تونخانوك في الولايات المتحدة، وتوفي في 5 يناير 1980 في نيو بورت ريتشي في الولايات المتحدة.